# Torís (kommun)
Turís är en kommun i Spanien.   Den ligger i provinsen Província de València och regionen Valencia, i den östra delen av landet, 280 km öster om huvudstaden Madrid. Antalet invånare är 6 637. Arean är 81 kvadratkilometer. Turís gränsar till Montserrat, Montroy, Alborache, Dos Aguas, Godelleta och Torrent. 
Terrängen i Turís är platt åt nordost, men åt sydväst är den kuperad.